# Lagar om piercing i olika länder
Det finns olika lagar och bestämmelser i olika länder, och i vissa fall skillnader mellan delstater i samma land, för piercing.

## Åldersgränser i Australien
I Australien måste personer under 16 år ha tillåtelse från föräldrarna för att få pierca öronen, näsan, ögonbrynet eller naveln och om en studio ignorerar lagen kan studion få böter på upp till 2200 australiska dollar. Genitala piercingar är på inget sätt tillåtna innan 18 års ålder, såvida det inte är av medicinska skäl.

## Åldersgränser i USA
Det finns inga generella regler för piercingar i USA, och varje stat får själv bestämma lagarna. 28 av staterna har satt lagar att underåriga inte får pierca sig i studio utan föräldrars närvaro eller skriftlig tillåtelse.

### I olika stater i USA
| Stat           | Bestämmelse | Källa                     |
| -------------- | --- | ------------------------- |
| Alabama        | Ingen får utföra en piercing på en underårig utan förälders medgivande, antingen skriftligt eller genom närvarande vid håltagningen. |                           |
| Alaska         | I Alaska finns det inga bestämmelser. |                           |
| Arizona        | Ingen får utföra en piercing på en underårig utan en förälders eller vårdnadshavares fysiska närvaro. |                           |
| Arkansas       | Ingen underårig får ta något slags piercing utan föräldrarnas närvaro eller skriftliga tillåtelse. | [ 3 ]                     |
| Kalifornien    | Ingen får utföra en piercing på en underårig såvida det inte är piercing i örat eller frigjorda ungdomar om inte en förälder eller vårdnadshavare är närvarande. |                           |
| Colorado       | Ingen får utföra en piercing på en underårig om denne inte har fått skriftligt godkännande från en förälder eller vårdnadshavare. |                           |
| Connecticut    | Ingen får utföra en piercing på en underårig om denne inte har fått skriftligt godkännande från en förälder eller vårdnadshavare om inte personen är frigjord. |                           |
| Delaware       | Ingen får utföra en piercing på en underårig om denne inte har fått skriftligt godkännande från en förälder eller vårdnadshavare. |                           |
| Florida        | Ingen får utföra en piercing på en underårig om denne inte har fått skriftligt godkännande från en förälder eller vårdnadshavare, alternativt att föräldern eller vårdnadshavaren är närvarande vid utförandet. |                           |
| Georgia        | Ingen får utföra en piercing på en underårig om denne inte har fått skriftligt godkännande från en förälder eller vårdnadshavare. Lagbrytare gör sig skyldiga till förseelse. |                           |
| Hawaii         | Det finns inga bestämmelser på Hawaii |                           |
| Idaho          | Ingen får utföra en piercing på en underårig under 14 år. Ingen får utföra en piercing på en underårig om denne inte fått skriftligt godkännande från en förälder eller vårdnadshavare. Detta gäller dock inte piercing i örsnibben eller piercing av medicinska skäl. |                           |
| Illinois       | Ingen får utföra en piercing på en underårig om denne inte har fått skriftligt godkännande från en förälder eller vårdnadshavare. Lagbrytare gör sig skyldiga till förseelse. Lagen gäller dock inte för frigjorda eller gifta ungdomar. |                           |
| Indiana        | Ingen får utföra en piercing på en underårig om denne inte har fått skriftligt godkännande från en förälder eller vårdnadshavare, eller om inte en förälder eller vårdnadshavare är närvarande när piercingen utförs. |                           |
| Iowa           | I Iowa finns det inga som helst bestämmelser om piercingar förutom de som de lokala piercingstudiona har bestämt. | [ 5 ]                     |
| Kansas         | I Kansas finns det inga bestämmelser. |                           |
| Kentucky       | Ingen får utföra en piercing på en underårig om denne inte har fått skriftligt godkännande från en förälder eller vårdnadshavare. |                           |
| Louisiana      | Ingen får utföra en piercing på en underårig om denne inte har fått skriftligt godkännande från en förälder eller vårdnadshavare. Föräldern eller vårdnadshavaren måste dessutom vara närvarande vid utförandet. Lagbrytare bötfälls alternativt sätts i fängelse från 30 till 100 dagar. |                           |
| Maine          | Ingen får utföra en piercing på en underårig om denne inte har fått skriftligt godkännande från en förälder eller vårdnadshavare. |                           |
| Maryland       | I Maryland finns det inga bestämmelser. |                           |
| Massachusetts  | I Massachusetts finns det inga bestämmelser. |                           |
| Michigan       | Ingen får utföra en piercing på en underårig om denne inte har fått skriftligt godkännande från en förälder eller vårdnadshavare. Föräldern eller vårdnadshavaren måste dessutom ha informerats om piercingen, och ha sagt sitt samtycke i piercarens närvaro. Gäller dock inte frigjorda ungdomar. |                           |
| Minnesota      | Ingen får utföra en piercing på en underårig om denne inte har fått skriftligt godkännande från en förälder eller vårdnadshavare. Lagbrytare är skyldiga till förseelse. |                           |
| Mississippi    | Ingen får utföra en piercing på en underårig om denne inte har fått skriftligt godkännande från en förälder eller vårdnadshavare. Lagbrytare är skyldiga till förseelse. |                           |
| Missouri       | Piercaren gör sig skyldig till förseelse om denna piercar en underårig och vet om att ungdomen inte har tillstånd. Lagen kräver att en förälder eller vårdnadshavare framför det skrivna godkännandet själv. |                           |
| Montana        | I Montana finns det inga bestämmelser. |                           |
| Nebraska       | I Nebraska ligger bestämmelserna om tatuering och piercing under samma lag. Vid piercing av underårig utan en förälders eller vårdnadshavares skriftliga godkännande kan inget rättsligt hända, men såväl få piercingstudion att stänga ner. |                           |
| Nevada         | I Nevada finns det inga bestämmelser. |                           |
| New Hampshire  | I New Hampshire finns det inga bestämmelser. |                           |
| New Jersey     | I New Jersey finns det inga bestämmelser. |                           |
| New Mexico     | I New Mexico finns det inga bestämmelser. |                           |
| New York       | I New York finns det inga bestämmelser. |                           |
| North Carolina | Ingen får utföra en piercing på en underårig om denne inte har fått skriftligt godkännande från en förälder eller vårdnadshavare. Detta gäller dock inte öronen. |                           |
| North Dakota   | Ingen får utföra en piercing på en underårig om denne inte har fått skriftligt godkännande från en förälder eller vårdnadshavare. Det är även olagligt att sälja redskap för piercing till en underårig. |                           |
| Ohio           | I Ohio får du inte bli piercad om inte du själv har ett ID-kort eller om du har dina föräldrars skriftliga tillåtelse, eller om de är i studion. | Detta gäller även öronen. |
| Oklahoma       | Ingen får utföra eller erbjuda sig att utföra en piercing på en underårig om denne inte har fått skriftligt godkännande från en förälder eller vårdnadshavare. Lagbrytare gör sig skyldiga till förseelse och kan få sitta i fängelse i upp till 90 dagar. |                           |
| Oregon         | I Oregon finns det inga bestämmelser. |                           |
| Pennsylvania   | I Pennsylvania finns det inga bestämmelser. |                           |
| Rhode Island   | Ingen får utföra en piercing på en underårig om denne inte har fått skriftligt godkännande från en förälder eller vårdnadshavare. Lagbrytare kan få fängelse i ett år. |                           |
| South Carolina | I South Carolina finns det inga bestämmelser. |                           |
| South Dakota   | I South Dakota finns det inga bestämmelser. |                           |
| Tennessee      | I Tennessee får en underårig bli piercad om denna har skriftligt godkännande av förälder eller vårdnadshavare, samt att föräldern eller vårdnadshavaren är närvarande vid piercingtillfället. De måste då skriva på ett dokument som förklarar proceduren och hur man sköter om piercingen, bevisa den underåriges ålder samt skriftligt intyga att de är den underåriges förälder eller vårdnadshavare. Lagbrytare gör sig skyldiga till förseelse och fängslas i 30 dagar alternativt betalar 50 dollar i böter.        |                           |
| Texas          | Ingen får utföra en piercing på en underårig om denne inte har fått skriftligt godkännande från en förälder eller vårdnadshavare. I det skriftliga godkännandet måste det skrivas var piercingen skall utföras samt föräldern eller vårdnadshavarens psykiska välmående och status. |                           |
| Utah           | Ingen får utföra eller erbjuda sig att utföra en piercing på en underårig utan en förälders eller vårdnadshavares skriftliga godkännande. Piercaren har dock inte gjort något brott om han inte hade någon vetskap om den underåriges ålder och fick, sparade och behöll ett personligt identifieringsnummer till den underårige innan piercingen utfördes. Lagbrytare gör sig skyldiga till förseelse och ägaren eller drivaren av stället där piercingen äger rum måste betala 1000 dollar böter för varje förbrytelse. |                           |
| Vermont        | I Vermont finns det inga bestämmelser |                           |
| Virginia       | Ingen får utföra en piercing på en underårig om denne vet eller har anledning att tro att personen är under 18 förutom om personens förälder eller vårdnadshavare är närvarande eller under övervakning av en läkare, sjuksköterska eller annan sjukpersonal under utövandet av deras plikter. Exkluderar piercing i örat. Lagbrytare gör sig skyldiga till förseelse. |                           |
| Washington     | I Washington finns det inga bestämmelser. |                           |
| West Virginia  | I West Virginia finns det inga bestämmelser. |                           |
| Wisconsin      | I Wisconsin finns det inga bestämmelser. |                           |
| Wyoming        | I Wyoming ligger piercing, tatuering och skalpering under samma lag. Ingen får utföra något av dessa på en underårig om inte en förälder eller vårdnadshavare är närvarande vid utförandet. Åldern måste verifieras med specificerad identifiering. Lagbrytare är skyldiga till förseelse och kan få fängelse i upp till sex månader. |                           |
| Källa:         | National Conference of State Legislatures, 2009. | [ 4 ]                     |

## Åldersgränser i Storbritannien
I Storbritannien finns det inga regler för när man får pierca sig, och det planeras inte heller några, så länge det inte gäller genitala piercingar. Är man under 16 år får man inte pierca sig i könsorganen.

## Lagar i Sverige
En piercares verksamhet regleras i Sverige av bland annat smittskyddslagen. Av den framgår vilka sjukdomar som är anmälningspliktiga. Den som bär på en smitta är alltså skyldig att meddela detta. Miljöbalken föreskriver att en piercare skall anmäla sin verksamhet till myndigheterna samt utföra egenkontroll.

### Åldersgränser i Sverige
Sverige har inga lagstadgade åldersgränser för piercing, men många tatuerings- och piercingkliniker tillämpar en åldersgräns på mellan 13 och 18 år (13/14 år med en av målsmans tillstånd). Att pierca sig själv eller piercing utförd utan nödvändig hygien och kunskap kan leda till komplikationer.